# Шарлотта Бельгійська
Шарлотта Бельгійська (повне ім'я фр. Marie Charlotte Amélie Augustine Victoire Clémentine Léopoldine; 7 червня 1840 — 19 січня 1927) — принцеса Бельгії з Саксен-Кобург-Готської династії, після шлюбу імператриця-консорт Мексики.

## Біографія
Єдина дочка короля Бельгії Леопольда I і його другої дружини Луїзи Орлеанської, сестра Леопольда II і Філіппа Фландрського. Була названа на честь першої дружини Леопольда, принцеси Шарлотти Вельської, яка померла при пологах. Принцеса була двоюрідною сестрою королеви Великої Британії Вікторії та її чоловіка герцога Альберта, а також Фердинанда II Португальського.
27 липня 1857 року Шарлотта вступила в шлюб з австрійським ерцгерцогом Максиміліаном (1832—1867), молодшим братом імператора Франца Йосифа. Той призначив Максиміліана віцекоролем Ломбардо-Венеційського королівства, і подружжя кілька років провело в Італії.
У 1863 році за підтримки французького імператора Наполеона III Максиміліан отримав титул і корону Імператора Мексики. Після прибуття в Мексику в 1864 році подружжя коронувалися і залишилися жити в Мехіко, вибравши як резиденцію Чапультепецький палац. Як імператриця, Шарлотта змінила ім'я і стала іменуватися Карлотта, на іспанський штиб. Через кількох місяців після коронації Наполеон III вирішив зупинити свій мексиканський проєкт, і Максиміліан позбувся його підтримки. Новий імператор зіткнувся з протидією з боку республіканців і Сполучених Штатів. Бачачи нестійкість ситуації, Шарлотта повернулася до Європи, де спробувала знайти підтримку для чоловіка. Однак її зусилля були марні, у неї з'явилися симптоми шизофренії і сильний стрес. У Шарлотти виникла манія переслідування, їй здавалося що її хочуть отруїти. У Мексику вона не повернулася. Сумні новини з Мексики та невдача місії підірвали здоров'я Шарлотти, вона хворіла на шизофренію і наступні роки жила під наглядом лікарів у своєму замку під Брюсселем. Вона померла, не дізнавшись, що в 1867 році її чоловік був розстріляний.
Шарлотта і Максиміліан не мали дітей. У 1865 році імперське подружжя усиновило Агустіна і Сальвадора Ітурбіде, онуків колишнього імператора Мексики Аґустіна Ітурбіде. При цьому Максиміліан не збирався передавати трон усиновленим принцам — наприкінці 1866 року він вів переговори з братом Карлом Людвігом, чи не погодиться він відправити до Мексики когось зі своїх синів. Після падіння монархії усиновлення втратило силу.